# Benjamin Ferdinand Herrmann
Benjamin Ferdinand Herrmann, auch Benjamin Ferdinand Hermann (* 4. Mai 1757 in Bischofswerda; † 17. Februar 1837 in Markersdorf) war ein deutscher evangelischer Geistlicher.

## Leben
Benjamin Ferdinand Herrmann wuchs als Sohn eines Predigers in Bischofswerda auf.
Er besuchte das Lyzeum in Löbau, um sich dort für den Besuch der Hochschule vorzubereiten. 1777 begann er ein Theologiestudium an der Universität Wittenberg. Nach dem Studium war er einige Jahre als Hauslehrer tätig, bis er 1783 den Ruf als Katechet und Diakon nach Löbau erhielt. Durch sein Bemühen erhielt die in Löbau eingepfarrte Gemeinde Niedercunnersdorf ein eigenes Kirchensystem, dem er als Seelsorger vorstand. Im Laufe der Zeit empfand er das Amt als eine Last und sah sich nach einem ruhigeren Wirkungskreis um. 1804 konnte er als Prediger nach Markersdorf gehen.
Am 18. August 1813 erhielt er in Görlitz von Napoleon 1.000 Taler, allerdings behielt der auszahlende Offizier 250 Taler für sich ein, mit dem Auftrag zur Errichtung eines steinernen Denkmals an der Stelle in Markersdorf, an der die französischen Generale Géraud Christophe Michel Duroc, Jean Pierre Joseph Bruguière und François Joseph Kirgener durch eine russische Kanonenkugel tödlich verwundet worden waren. Die Errichtung des Monumentes wurde später von der damaligen russischen Gouvernementsbehörde in Budissin, der seinerzeit der Oberamtshauptmann Ernst Karl Gotthelf von Kiesenwetter (1757–1823) vorstand, genehmigt, so dass der Bildhauer Stecker in Ostritz 150 Taler als Vorschuss bekam. Im weiteren Verlauf wurde Benjamin Ferdinand Herrmann allerdings das restliche Geld vom Sekretär Meierheim des Baron von Rosen gewaltsam abgenommen, dieses gab er beim Oberamtshauptmann von Kiesenwetter zu Protokoll. Daraufhin forderte der Oberamtshauptmann von Kiesenwetter vom Bildhauer den Betrag von fünfzig Taler zurück und weiterhin wurde angeordnet, dass die verbleibenden 500 Taler an die Gemeinden Markersdorf, Holtendorf und Pfaffendorf verteilt werden sollten.
Das Denkmal, das am Ort des Geschehens errichtet wurde, verzeichnet den Namen des Generals Duroc auf der einen Seite und des Generals Kirgener auf der anderen Seite.
Am 1. Januar 1833 feierte Benjamin Ferdinand Herrmann sein fünfzigjähriges Amtsjubiläum, bei dieser Feierlichkeit wurde ihm der Rote Adlerorden 4. Klasse verliehen.